# Sioule
De Sioule is een rivier in Auvergne in het Centraal Massief in Frankrijk. Hij ontspringt vlak bij het meer van Servières en mondt uit in de Allier nabij Saint-Pourçain-sur-Sioule. Hij stroomt 90 km door het departement Puy-de-Dôme en 60 km door het departement Allier.
De belangrijkste zijrivieren zijn de Sioulot te Olby en de Sioulet. De Sioule wordt ten westen van Queuille en 10 km ten zuidwesten van Saint-Gervais-d'Auvergne overbrugd door het bekende spoorviaduct Viaduc des Fades. De Sioule stroomt vanaf Pontaumur stroomafwaarts tot Ebreuil door een soms diepe, deels beboste kloof. In dit gebied zijn in de Sioule ook enkele stuwdammen gelegd.